# 维格尼尔·斯瓦瓦松
维格尼尔·斯瓦瓦松（1980年6月20日—），冰岛男子手球运动员。他曾代表冰岛国家队参加2012年夏季奥林匹克运动会男子手球比赛，结果获得第五名。